# 帕木竹家族
帕木竹家族為西藏地方氏族，一般說來，即為朗氏家族。該家族於元代末年以帕竹噶舉派為宗，建立政教合一的帕木竹巴政權。

## 簡介
1158年，於佛學有所造詣的西藏僧人帕木竹巴·多吉傑布於前藏帕木竹（今桑日縣）建寺（後改名為丹薩替寺）。13世紀初起，被劃分噶舉派或白教的為該寺座主由帕木竹當地朗氏家族的札巴迥乃擔任並從此世襲相傳，也因此，朗氏家族因而也被稱為帕木竹家族。
13世紀，蒙古勢力伸達西藏，該家族領袖人物被封為萬戶長。14世紀中期，該家族迅速擴張勢力，取代了薩迦派勢力，控制了西藏大部，建立政教合一的帕木竹巴政權。明代永樂年間，帕木竹巴的統治者曾被明廷冊封為闡化王。其名義上的統治在1618年被藏巴汗終結。 